# シルバ・スウェーデン
シルバ・スウェーデン（典: Silva Sweden AB）は、アウトドア用品、最も良く知られるのは高級コンパス、その他ハンドヘルドGPS等GPS機器、マッピング・ソフトウェアや航空機用の高度計を含む航法機器を製造する企業である。シルバ社は船舶用品も提供している。シルバ・スウェーデン社の創立者は、野外探索用に世界中で使用される大変人気のあるオリエンテーリング用のコンパスを発明した。
シルバ・スウェーデンはスウェーデンで設立された企業で世界中に製品を輸出し、数多くの国々で活動している。シルバ・スウェーデン社はスウェーデンのソレントゥナ（Sollentuna）、フランスのマント・ラ・ヴィル（Mantes-la-Ville）、ドイツのフリードリッヒスドルフ（Friedrichsdorf）とスコットランドのリヴィングストンに販売会社を置いている。2006年にシルバ・スウェーデン社はフィンランドのフィスカース・グループ（Fiskars Group）の傘下に入った。 「シルバ」と「ガーバー（Gerber）」はフィスカースの主なアウトドア商品のブランドである。
北アメリカではジョンソン・アウトドア社（Johnson Outdoors Inc.）が「シルバ（Silva）」のブランド名を所有しているのでシルバ・スウェーデン社のコンパスやその他の製品は北米市場で「ブラントン（Brunton）」や「ネクサス（Nexus）」のブランド名で販売されている。シルバ・スウェーデン社の目標は「陸上と海洋市場の顧客のための世界的な製品の設計、開発、製造、販売」である。

## 歴史

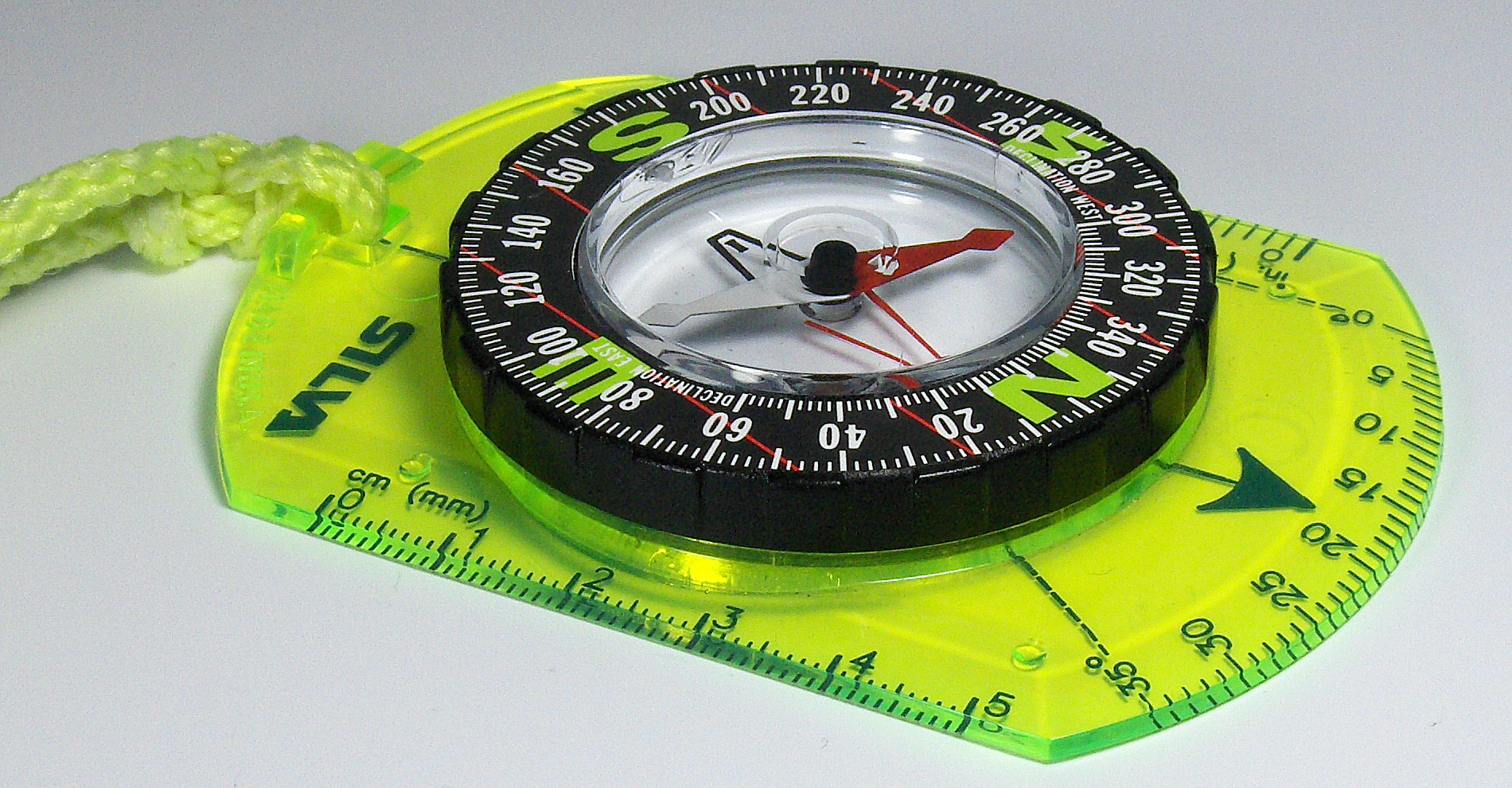
シルバ・ヴォイジャー コンパス（ブラントン 9020）

シルバ・スウェーデン社は1928年に自社初のコンパスを製作し、1933年に会社組織となった。

下記の編年の表はシルバ・スウェーデン社の歴史で重要な年度を記したものである。
- 1928年：グンナー・ティランダー（Gunnar Tillander）が最初の「オリエンテーリング」（分度器）コンパスを発明。[6][7][8]
- 1932年：12月にシルバ社（Silva company）が設立。[9][7][8]
- 1946年：ビョルン・キェルストローム（Bjorn Kjellstrom）がシルバ社（The Silva Company後にSilva, Inc.）として米国シルバU.S.A.の営業を開始。コンパス製造工場をインディアナ州、ラ・ポルテ（ La Porte）に設立。北米でのオリエンテーリング・スポーツの支援のためにシルバ・オリエンテーリング・サービス社（Silva Orienteering Services）を設立。
- 1948年：キェルストロームがシルバ・オブ・カナダ社（Silva Ltd. of Canada）を設立。
- 1958年：シルバ製造社（Silva Production AB）が新しいプラスチック製造工程を導入し事業を拡大。
- 1960年：シルバ製造社（Silva Production AB）が新しい製造設備、工程を導入し事業を拡大。
- 1964年：鏡面視認機能、角度調節機能と液体ダンパー封入指針を備えた豪華モデルのコンパス、シルバ・タイプ15（別名レンジャー：Ranger）を発表。
- 1973年：ソレントゥナ（Sollentuna）に計器製造の新工場を建設。ジョンソン・ワックス社（Johnson Wax Associates：JWA）が米国シルバ（Silva USA）を買収。
- 1979年：米国シルバ（Silva USA）のインディアナ州、ラ・ポルテにあるコンパス製造工場が閉鎖。
- 1980年：シルバ製造社（Silva Production AB）が新しいオフィス・ビルを建設。JWA社の子会社となった米国シルバ（Silva USA）が本社をニューヨーク、ビンガムトン（Binghamton）へ移す。
- 1981年：シルバ製造社（Silva Production AB）が最初の電気式機器を発表。
- 1981年：シルバ製造社（Silva Production AB）がスウェーデンのスポーツ市場向けに別のスポーツ用品会社を買収。
- 1982年：シルバ製造社（Silva Production AB）による最初の電気式機器が製造。
- 1985年：ジョンソン・ワールドワイド社（Johnson Worldwide Associates：JWA）がシルバ・オブ・カナダ社（Silva Ltd. of Canada）を買収。
- 1984年：新しい倉庫が完成。
- 1986年：シルバ製造社（Silva Production AB）の製造工場が拡張。
- 1986年：シルバ・グループの製品用の新しいショールームが完成。
- 1989年：シルバ・グループにこれまでで最大の投資計画を発表。販売 - 製造 - 研究開発（R&D）
- 1990年：新たにシルバ・フランス（Silva France）を開設。
  - 2,500万のコンパス製造を達成。
  - 新しい子会社シルバ・USマリン社（Silva US Marine）を設立。
  - スコットランドのリヴィングストンに新しい製造工場を建設。
  - フィンランドの精密計器メーカーのシステコ社（Sisteco）を買収。
- 1992年：シルバ・グループ初の衛星を利用した航法機器を発表。
- 1995年：ビョルン・キェルストロームが死去。ハーニンゲにシルバ工場を再発足。
- 1996年：シルバ製造社（Silva Production AB）がブラントン社（Brunton, Inc.）を買収したことにより米国で最大のコンパス製造業者となり、米国シルバ（Silva USA）/ JWAとのコンパス製品の販売契約を終了。
- 1997年：JWA（後のジョンソン・アウトドア社）が北米での「シルバ（Silva）」ブランドの独占使用権を主張して提訴。
- 1998年：新しいマーケッティング計画の一環としてスウェーデンのシルバ製造社（Silva Production AB）は自社のスウェーデン製コンパスを北米で「ブラントン（Brunton）」と「ネクサス（Nexus）」ブランドで販売。[10] 今度はブラントン「9020」、「8040」と「エクリプス（Eclipse）」といったブラントン社設計のコンパスを北米以外の地域で「シルバ（Silva）」と「シルバ・ヴォイジャー（Silva Voyager）」ブランドで販売。

### 北米に於ける商標を巡る争い
1946年に米国シルバ（Silva USA）とその2年後にシルバ・オブ・カナダ社（Silva Ltd. of Canada）が設立されたが両子会社は後にジョンソン・ワックス社（後のジョンソン・キャンピング社：Johnson Camping, Inc.、1985年時点ではジョンソン・ワールドワイド社：Johnson Worldwide Associates：JWA）に買収された。1980年以来、JWAはシルバ製造社（Silva Production AB）が製造するスウェーデン製のコンパスを北米で販売するために輸入していた。
1996年にシルバ製造社（Silva Production AB）が、米国シルバ（Silva USA）による自社のスウェーデン製コンパスの独占販売を取り止める決定をしたためにJWAとシルバ製造社（Silva Production AB）との間で数年間に渡る法廷闘争が引き起こされた。
1998年にJWAとシルバ製造社（Silva Production AB）は、JWAがメーカー名不詳のコンパスを北米で「シルバ（Silva）」の商標を独占的に使用して販売する権利を有することで和解した。 JWAは「レンジャー（Ranger）」、「ポラリス（Polaris）」、「1, 2, 3」やその他一般的に米国とカナダの市場で認知され、シルバ製造社（Silva Production AB）が北米のJWA向けに製造したスウェーデン製コンパスで人気を築き上げた製品の名称の北米での使用権も留保した。 JWAは最終的にジョンソン・アウトドア社（Johnson Outdoors, Inc.）と改称した。
一方でシルバ製造社／シルバ・グループは米国とカナダ以外での「シルバ（Silva）」ブランドのコンパスの製造権と販売権、自社のスウェーデン製コンパスを北米で「ブラントン（Brunton）」と「ネクサス（Nexus）」ブランドで販売する権利を留保した。またネクサスのパッケージとネクサスのカタログ内にネクサス・コンパスがシルバ製造社（Silva Production AB）製であることを謳う権利も留保したが、広告内でこのことに触れる権利は有していない。

## 現在の活動
現在ではシルバ・グループは、シルバ・スウェーデン（Silva Sweden AB）と呼ばれる親会社とその子会社の英国のシルバ社（Silva Ltd.）、シルバ・フランス（Silva France）、シルバ・ドイッチュラント（Silva Deutschland）、シルバ・ファーイースト（Silva Far East）と米国とカナダのブラントン社（Brunton, Inc.）で構成されている。シルバ・グループの主要な活動は陸上と海洋向けコンパスの設計、開発、製造とコンパス、GPS、野外計器、ヘッドランプ、双眼鏡、その他の電子ナヴィゲーション機器の販売である。

## シルバの製品
スウェーデン、ハーニンゲの工場でシルバ社はレクリエーション、ハイキング、科学研究や海洋分野で使用される幅広い種類の携帯コンパス（Sighting compass）を製造している。シルバ社は「エクスペディション3（Expedition 3）」や「エクスペディション4（Expedition 4）」の様な単純な分度器、ベースプレート型コンパスから「エクスペディション54（Expedition 54）」（北米では「ブラントン54LU（Brunton 54LU）」）やシルバ・「サイトマスター（SightMaster）」シリーズといった精巧な携帯コンパスを含む「エクスペディション15TDCL（Expedition 15TDCL）」の様な高度なモデルまでの幅広い製品を製造している。シルバ「Ranger Pro 25TDCLE」の様な幾つかのモデルには夜間や暗がりでの使用を考慮して電池式の照灯を組み込んでいる。シルバは会社の起源となった製品を守り続け、「ジェット（Jet）」、「スペクトラ（Spectra）」や「ノルコンパス（NORCOMPASS）」といったオリエンテーリングやアドベンチャーレースに最適なモデルも提供し続けている。
シルバ・グループは長い期間に渡り英国軍、デンマーク軍、オーストラリア軍、ニュージーランド軍やスウェーデン軍といった世界各国の軍隊に様々な汎用コンパスを供給してきた。  特にシルバ「3 Militaire 6400/360」と「4b Militaire NATO 6400/360」ベースプレート型コンパス、「Model 54/6400b」（別名 4/54）プリズム・コンパスと「15T Militaire 6400/360」ミラー／視認型携帯コンパスが広く使用されている。 全ての標準モデルは夜光塗料を使用し、名称に'b' (beta)が付くモデルは自光式のトリチウム塗料を使用している。
シルバはコンパスと共にGPS受信機、風速計、ヘッドランプ、双眼鏡、その他のアクセサリーといった種々のアウトドア用品やナヴィゲーション機器を製造している。